# Donald Duck and his Companions

Donald Duck and his Companions est un dessin animé de la série des Donald produit par Walt Disney pour Buena Vista Pictures et Walt Disney Pictures sorti le 13 septembre 1960.

## Synopsis
Il s'agit d'une compilation de plusieurs dessins animés, dont Donald fait du camping (1940) et Scouts marins (1939).

## Fiche technique
- Titre : Donald Duck and his Companions
- Autres Titres[1] :
  -  Allemagne de l'Ouest : Donald Duck geht in die Luft
  -  Italie : Paperino show
- Série : Donald Duck
- Scénario : Carl Barks et Jack Hannah
- Voix : Clarence Nash (Donald)
- Producteur : Walt Disney
- Directeur: Jack Cutting, Jack King (Donald fait du camping) et Dick Lundy (Scouts marins)
- Animateur: Jack Hannah
- Distributeur : Buena Vista Pictures et Walt Disney Pictures
- Date de sortie : 13 septembre 1960
- Format d'image : couleur (Technicolor)
- Son : Mono (RCA Photophone)
- Durée : 80 min
- Langue : (en)
- Pays :  États-Unis